# Rogelio Morales Borges

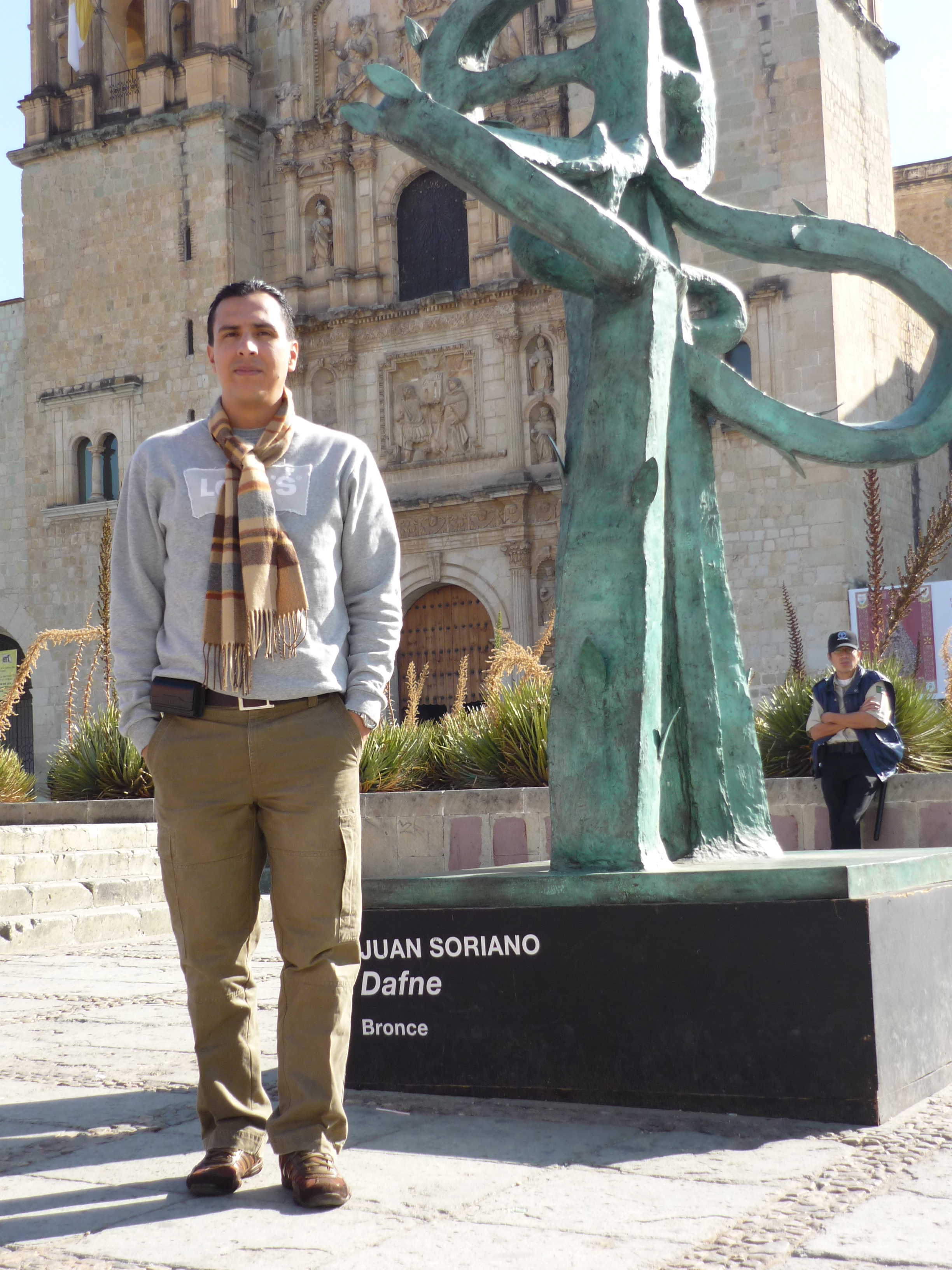
Rogelio Morales Borges.

Rogelio Morales Borges (14 de junio de 1968 – 25 de septiembre de 2010) fue un profesor e investigador de la Universidad de Guadalajara, originario del estado de Veracruz, México. Estudió la primaria en la escuela Centroamérica (de 1975 a 1980); la secundaria en la escuela particular "Ciriaco Vázquez" (de 1980 a 1983) y la preparatoria en la escuela Bachiller Oficial A "Agustín Yáñez" de Cd. Cardel (de 1985 a 1987). Posteriormente ingresó a la Universidad Veracruzana a estudiar la carrera de Químico Agrícola (de 1987 a 1990) en la Cd. de Orizaba; al término de su licenciatura se inscribió en la Maestría en Ciencias en Bioquímica del CINVESTAV del Instituto Politécnico Nacional en la Ciudad de México.

## Vida profesional
Al terminar sus estudios de maestría en 1994, se incorporó como profesor de Bioquímica en la Facultad de Medicina de la Universidad Nacional Autónoma de México y en la UPIBI del IPN hasta concluir sus estudios de Doctorado en Ciencias en Bioquímica bajo la dirección de la Dra. Marta Susana Fernández Pacheco (Investigadora SNI nivel 3). En sus estudios de maestría y doctorado en Bioquímica trabajó con la enzima fosfolipasa A2, estudiando la activación interfacial de dicha enzima. Realizó una estancia posdoctoral en McGill University en Montreal Canadá donde trabajo en el área de Bioquímica de los alimentos.  

### Docencia
Al término de su doctorado en enero de 1999 cambia de residencia a la Cd. de Guadalajara y se incorpora como profesor investigador en el Departamento de Química del CUCEI de la Universidad de Guadalajara donde impartíó las clases de Biomoléculas 2 y Mecanismos de Reacciones Enzimáticas a nivel licenciatura y la de Bioquímica Avanzada en la Maestría en Ciencias en Química. Fue padrino de generación de Licenciados en Química en tres ocasiones.

### Participación en congresos y conferencias
Participó en una gran cantidad de congresos nacionales e internacionales así como en la impartición del curso de enzimas y cinética enzimática a nivel nacional e internacional. Impartió un diplomado a profesores de Bioquímica en la Universidad de El Salvador, donde participó también como profesor de Bioquímica de los alimentos en el posgrado de Microbiología e Inocuidad de los Alimentos en ese país. Impartió conferencias sobre ácidos grasos omega 3 y 6, así como grasas trans: su repercusión en la salud. 

### Publicaciones
Publicó el libro Nutrición y Salud en coautoría con profesores investigadores del Centro Universitario de Ciencias de la Salud de la misma Universidad de Guadalajara. Participó en estancias académicas en Brasil, Colombia, El Salvador, España, Panamá y Canadá.
Publicó como coautor un total de diez libros de docencia y de consulta en el área de enzimología. Trabajó en la elaboración del libro "Bioquímica de los alimentos" y un libro teórico práctico para Biomoléculas 2. Sus publicaciones fueron cinco artículos, en los tres últimos ha abordado la inmovilización de enzimas, una de las líneas que esperaba continuar en su trabajo de investigación.

## Producción académica
LIBROS:
1. NUTRICIÓN Y SALUD.  Autores: Mercedes González Hita, Rogelio Morales Borges, Sergio Sánchez Enríquez y Juan Armendáriz Borunda. 2008. ISBN 978-607-00-0534-3.
2. Biomoléculas I (2008). Universidad de Guadalajara. Autores Rogelio Morales Borges, Rosa Isela Corona, Raúl Snell y Fermín Pacheco Moisés. ISBN 978-970-764-550-9.
3. Enzimas y Cinética Enzimática. Autores: Rogelio Morales Borges y Peter Knauth. Editorial Amate 2008. ISBN 978-970-764-506-6.
4. Enzimas. Rogelio Morales Borges, Pedro Garzón de la Mora, Ramón Javier Romero Iñiguez y Sergio Sánchez Enríquez. Editorial Universidad de Guadalajara. 2006 ISBN 968-5958-08-4
5. Principios Básicos de Cinética Química y Enzimática. Rogelio Morales Borges; Eulogio Orozco Guareño, e Ignacio Reyes González. 2005 Edit. Amate. ISBN 970-764-094-4
6. Bases Bioquímicas del VIH-SIDA Rogelio Morales Borges et al. Editorial Amate. 2005                                 ISBN 970-764-076-6
7. Cinética Enzimática, Rogelio Morales Borges Editorial Amate. 2006.  ISBN 970-764-085-5
8. Enzimas Rogelio Morales Borges et al. CUCS. 2006  ISBN 968-5958-08-4
9. Autor de los Capítulos 21 al 24 del libro Bioquímica editorial EDICSA publicado con los profesores de la Academia de Bioquímica del CUCS. 2009. ISBN 968-5958-14-9.
10. Autor de los Capítulos 21 al 24 del libro Bioquímica editorial EDICSA publicado con los profesores de la Academia de Bioquímica del CUCS. 2007. ISBN 968-5958-14-9.
11. Autor del Capítulo de Cinética Enzimática del libro: Principios Básicos de Cinética Química y Enzimática. Rogelio Morales Borges, Eulogio Orozco Guareño e Ignacio Reyes. Editorial Amate. 2005. ISBN 970-764-094-4.

Artículos:
1. Immobilization of enzymatic extract from Penicillium camemberti with lipoxygenase activity onto a hybrid layered double hydroxide. Rogelio Morales Borges, Gregorio Guadalupe Carbajal Arizaga, Fernando Wypych. Biochemical Engineering Journal 48 (2009) 93–98.[3]
2. Laccase-catalyzed oxidation of phenolic compounds in organic media. Hui-Ling Ma, Selim Kermasha, Jin-Ming Gao, Rogelio Morales Borges, Xiu-zhu Yu. Journal of Molecular Catalysis B: Enzymatic 57 (2009) 89–95.
3. Immobilization of laccase on hybrid layered double hydroxide. David Isidoro Camacho Córdova, Rogelio Morales Borges Gregorio Guadalupe Carbajal Arizaga, Fernando Wypych y Nádia Krieger. Quim. Nova, Vol. 32, No. 6 (2009) 1495-1499.[4]
4. Interfacial activation of porcine pancreatic phospholipase A2 studied with 7nitrobenz2oxa1,3 diazol-4yl labeled lipids. Rogelio Morales and Marta S. Fernández. Archives of Biochemistry and Biophysics, vol. 398 n, 221-228, 2002.
5. The interaction of phospholipasa a2 with liposomes an immunological approach to its study.  Rogelio Morales; Eunice Zavala y Marta S. Fernández. Biochemistry and Molecular Biology International.  Vol.44, 1111-1118, 1998.

Falleció el 25 de septiembre de 2010 a la edad de 42 años.